# День Сухопутних військ України
Де́нь Сухопу́тних ві́йськ Украї́ни — державне свято в Україні на вшанування Сухопутних військ України, відзначається щорічно 12 грудня.

## Історія свята
Свято встановлено в Україні «…ураховуючи заслуги Сухопутних військ України як найчисленнішого виду Збройних сил України у забезпеченні обороноздатності держави…» згідно з Указом Президента України «Про День Сухопутних військ України» від 18 жовтня 1997 р. № 1167/97.
Цього дня вшановують механізовані, танкові та ракетні війська, артилерію, армійську авіацію, частини протиповітряної оборони та спеціальні війська.
Сучасні Сухопутні війська беруть початок від Армії УНР та Української галицької армії доби 1917-1922 років.